# Heinrich Schiffers (Geograph)
Heinrich Schiffers (* 28. September 1901 in Aachen; † 20. Dezember 1982 in Köln) war ein deutscher Geograph und Afrikaforscher.

## Leben und Wirken
Schiffers studierte Geographie und Länderkunde, wobei er sich besonders auf Afrika- und Wüstenforschung spezialisierte. Mit einer Arbeit über die Tiniri als Typus eines nordafrikanischen Wüstenraumes wurde er 1944 an der Universität Marburg zum Dr. phil. promoviert.

## Schriften (Auswahl)
Schiffers veröffentlichte eine Vielzahl wissenschaftlicher Schriften über die Entdeckung und Erforschung Afrikas und schuf das bislang umfangreichste Standardwerk in deutscher Sprache über die Sahara. Zu seinen bekanntesten Veröffentlichungen zählen unter anderem:
- Die Sahara und die Syrtenländer, Franckh, Stuttgart, 1950
- Wilder Erdteil Afrika – Das Abenteuer der großen Forschungsreisen, Athenäum, Bonn, 1954
- Die große Reise, Forschungen und Abenteuer in Nord- und Zentralafrika 1849–1855, ca. 1955
- Libyen und der Verwaltungsbezirk Sahara, Schröder, Bonn, 1958
- Libyen, Safari-Verlag, Berlin, 1975
- Afrika, Bertelsmann, München, 1980 ISBN 3-570-03099-7
- Die Sahara. Entwicklungen in einem Wüstenkontinent, Borntraeger, Kiel 1980 ISBN 3-554-60106-3

Viele seiner Bücher gehören bis heute zum festen Bestand jeder Afrika-Bibliothek.